# Arnold Rüütel
Arnold Rüütel, född 10 maj 1928 i Laimjala på Ösel, Estland, död 31 december 2024, var en estnisk politiker. 
Han var Estlands president mellan 2001 och 2006, och dessförinnan även ordförande för presidiet i Estniska Socialistiska Sovjetrepublikens Högsta Sovjet mellan 1983 och 1990, vilket under sovjettiden var det högsta statliga ämbetet i delrepubliken.
Efter de första fria valen 1990 blev han åter ordförande för presidiet för Estniska Republikens Högsta Sovjet, vilket var övergångsparlament innan återutropandet av självständigheten. Ordföranden för parlamentets presidium var under denna tid republikens högsta ämbete och i praktiken statschef i Estland. Dock återinrättades posten som Estlands president först 1992 efter att en ny konstitution trätt i kraft. Ordförandeposten för presidiet innehade han fram till valet av det självständiga Estlands parlament, Riigikogu, 1992.
Rüütel var partiordförande för Estlands folkunion, (Estimaa Rahvaliit), från 1994 till 2000. Partiet har sedan 2012 uppgått i det då nybildade partiet EKRE.

## Biografi
Efter en karriär i den statliga jordbrukssektorn, bland annat som rektor i den estniska lantbruksakademien, valdes Rüütel till flera höga poster i den Estniska Sovjetrepublikens administration. 1983 valdes han till ordförande för presidiet av sovjetrepublikens parlament. 
Rüütel valdes till president av valförsamlingen 2001. Han efterträdde då Lennart Meri och blev den tredje presidenten sedan republikens grundande och den andra sedan Estlands självständighet från Sovjet. Rüütel förlorade omvalet 2006 till socialdemokraten Toomas Hendrik Ilves.
Rüütel var gift med filologen Ingrid Rüütel.

## Källa
- Miljan, Toivo (2004) (på engelska). Historical dictionary of Estonia. European historical dictionaries ; no. 43. Lanham, Md.: Scarecrow Press. Libris 9091929. ISBN 0-8108-4904-6